# 奚仲四
奚仲四（天鵝座16，天鵝座c，16 Cygni）是位於天鵝座的一個三合星系統，距離地球約69光年。這三顆恆星當中有兩顆是與太陽相似的黃矮星：奚仲四A (天鵝座16A)與奚仲四B (天鵝座16B)，以及一顆質量較低的紅矮星。1996年，人們發現有一顆太陽系外行星，以橢圓軌道繞著系統中的奚仲四B公轉。

## 距離
測量最亮的這兩顆星的視差是依巴谷衛星天體測量任務的一部分。測得奚仲四A的視差是47.44毫角秒，而奚仲四B是47.14毫角秒。由於這兩顆恆星是相關聯的，因此可以假設它們與地球有著相同的距離，所以視差上的差異是測量誤差造成的 (事實上，當相關聯的誤差都考慮在內時，視差的範圍是重疊的)。使用奚仲四A的視差，距離是21.1秒差距；使用奚仲四B的視差，距離是21.2秒差距。

## 恆星的組成
奚仲四是一個階層式的三合星系統。奚仲四A和奚仲四C是一對密接聯星，在投影上的距離只有73天文單位。目前還不知道A-C聯星系統的軌道要素。第三顆成員，名稱為奚仲四B，與奚仲四A相距8,600天文單位。奚仲四B 相對於A-C聯星對的軌道在1999年測量過後，迄今 (2007年6月) 未曾更新過：合理 (表面上說得通) 的軌道是週期範圍在18,200年至130萬年之間，半長軸的範圍從877至15,180天文單位。此外，奚仲四B 的軌道傾角在100和160度之間，這是針對A-C的極，也就是距離A-C黃道90度之處。
奚仲四A和奚仲四B都是類似太陽的黃矮星，依據日内瓦–哥本哈根巡天調查的資料，這兩顆恆星的質量都與太陽相似。估計這兩顆恆星的年齡有些微的差異，奚仲四的年齡可能比太陽系更老，大約已經有100億歲。奚仲四C比這兩顆中的任何一顆都要暗淡許多，可能是一顆紅矮星。

## 行星系
在1996年宣布奚仲四B附近有一顆系外行星在離心軌道上。這顆行星完整的軌道週期是798.5天，半長軸為1.68AU 。
像大多數從地球檢測出的系外行星一樣，奚仲四Bb是從母恆星的徑向速度推斷出來。在當時只能給出行星質量的下限：在這個事件中，大約是木星的1.68倍。在2012年，兩位天文學家， E. Plavalova和N.A. Solovaya，顯示需要2.38木星質量軌道才會穩定，而它的軌道傾角是45度或135度。
"奚仲四B的系統，在距離大約0.3AU之內，軌道保持穩定的時間在形成後只有數百萬年，留下短週期的行星是有可能的"。對它們而言，依觀察的標準，行星質量應該會超過海王星的質量。
METI已經送了一則訊息到奚仲四的系統。它是從歐亞大陸最大的雷達 －葉夫帕托里亞70米（230英呎）的行星雷達－ 送出的。這個訊息稱為 Cosmic Call 1，於1999年5月24日送出，預計在2069年可以到達奚仲四。
奚仲四的系統也在克卜勒太空望遠鏡 －行星獵人－ 搜尋系外行星的視野內。
| 成員 (依恆星距離) | 质量           | 半長軸 (AU) | 轨道周期 (天) | 離心率        | 傾角 | 半径 |
| ----------------- | -------------- | ----------- | ------------- | ------------- | ---- | ---- |
| b                 | 2.38 ± 0.04 MJ | 1.693       | 799.5         | 0.689 ± 0.011 | —    | —    |

## 外部連結
- Jean Schneider. . Extrasolar Planets Encyclopaedia. 2011  [30 September 2011]. （原始内容存档于2011-10-05）.
- . SolStation.   [2008-06-24]. （原始内容存档于2008-05-18）.
- . Extrasolar Visions.   [2008-06-24]. （原始内容存档于2007-09-30）.
- . University of Illinois at Urbana-Champaign. The Planet Project.   [2008-06-24]. （原始内容存档于2008-05-18）.
- . Exoplanets.   [2009-05-03]. （原始内容存档于2016-11-30）.
- WikiSky上关于奚仲四的内容：DSS2, SDSS, GALEX, IRAS, 氢α, X射线, 天文照片, 天图, 文章和图片